# Gericht der französischen Militärregierung in Berlin
Das Gericht der französischen Militärregierung in Berlin (französisch Tribunal du Gouvernement Militaire Français de Berlin) war in der Zeit der Viermächteverwaltung ein Besatzungsgericht im französischen Sektor von Berlin.
Rechtliche Grundlage des Gerichts war das Gesetz Nr. 7 der Alliierten Kommandatura „Über die Gerichtsbarkeit auf den vorbehaltenen Gebieten“ vom 17. März 1950. Danach durften die deutschen Gerichte in Berlin ohne Zustimmung der jeweiligen Besatzungsmacht keine Strafgerichtsbarkeit gegen Angehörige der alliierten Streitkräfte und gegen solche Personen ausüben, die Straftaten gegen die Besatzungsmächte oder deren Angehörige begangen hatten. Außerdem konnten die jeweiligen Stadtkommandanten jedes Verfahren einem deutschen Gericht in Berlin entziehen und einem Besatzungsgericht zuweisen.
Mit Wirkung vom 5. Mai 1955 wurde das in Berlin bereits bestehende französische Besatzungsgericht in ein Gericht der dortigen Militärregierung umgewandelt.
Gegen Deutsche urteilte das Gericht in dem Aufsehen erregenden Verfahren gegen zwei DDR-Bürger, die 1969 ein polnisches Flugzeug nach Berlin-Tegel im französischen Sektor entführt hatten. Nachdem der französische Stadtkommandant das Verfahren an das Gericht überwiesen hatte, verurteilte dieses die Angeklagten zu einer zweijährigen Gefängnisstrafe.
Mit Inkrafttreten des Zwei-plus-Vier-Vertrages fiel nach der Wiedervereinigung Deutschlands die Rechtsgrundlage für die Tätigkeit des Gerichts fort.